# Франки
Фра́нки (лат. Franci, лат. gens Francorum, «франкський народ») — у середньовіччі загальна назва групи германських племен, що в II столітті походили із правобережжя нижнього й середнього Рейну та узбережжя Північного моря. Поділялися на салічних («приморських») і ріпуарських («берегових»). У V столітті заснували власне Франкське королівство, що домінувало у Західній Європі до IX століття. У середньовічній документації Візантії та країн Близького Сходу терміном «франк» позначали усіх західних європейців незалежно від етнічного походження, оскільки більшу частину Західної Європи контролювали франкські монарші династії.

## Історія

Територія Франкської Імперії в 481—814

До 250-х утворився союз західногерманських племен хамавів, узипетів, тенктерів, сугамбрів, ампсіваріїв, шаттуаріїв. Цей союз дістав назву франків. У IV ст. до них приєдналися племена бруктерів, батавів та хаттів.
Подальша історія франків пов'язана з війнами з Римською імперією. У 254–259 прорвали оборони на Рейні, спустошивши частину Галлії та Північної Іспанії, спаливши Тарракон. З 261 боролися проти Галльської імперії. Володарі останньої Постум та Тетрик завдавали поразки франкам.
У 270–280 франки створили піратську флотилію, яка спустошувала узбережжя Галлії та Британії. Проти них воювали Каравзій, потім Максиміан. З цього моменту франки активно беруть участь у внутрішніх конфліктах Римської імперії. У 287 допомогли Каравзію, який оголосив себе імператором, захопити Британію. У 294–296 імператор Констанцій I Хлор знищив франкський флот, що зрештою призвело до поразки Каравзія.
Надалі салічні франки стали союзниками Риму, а ворогами залишилися ріпуарські. Проти них з успіхом діяли імператори Костянтин I Великий (309), Констант I (341—342).
Першим впливовим франком став Магненцій (напівбритт-напівфранк), який у 350 став імператором. У подальшій боротьбі з імператором Констанцієм II зазнав поразки у 353.
У 355—358 франки воювали проти імператора Юліана. Зрештою римська армія завдала рішучої поразки франкам, які визнали себе підвладними Риму.
У 375–383 фактичними володарями Римської імперії на заході були франки-військовики Флавій Меробавд та Флавій Еквіт.
У 388 франки під проводом Маркомира VI, вождя східних франків, Генобальда II, вождя салічних франків (сина тодішнього вождя Дагоберта III) і Санно, сина вождя франків в Токсандрії Пріора, напали на провінцію Германія Секунда і спустошили її, погрожуючи Колонії Агриппіни (Кельну). Воєначальники імператора Максима, Наннін і Квінтін, рушили до Рейну. У цей час основна маса франків відхлинула за Рейн, але деякі сили залишилися на римській території. Вони були розбиті римлянами поблизу Колінвальда. Після цього, Наннін, що не підтримав ідею походу за Рейн, повернувся з частиною сил до Могунтіаку (Майнц), а Квінтін перетнув Рейн (біля фортеці Нейс) і після дводенного маршу побачив покинуті села франків, тому франки, заманюючи римлян все далі сховалися в лісах, прикрившись засіками. Заглибившись на наступний день в ліси, римляни змушені були попрямувати в болото через те, що інші шляхи були завалені; при цьому римляни піддавалися обстрілу отруйними стрілами. Потім, кинувшись на багнисту рівнину, загони римлян змішалися, були розсіяні й майже повністю винищені.
За правління імператора Валентіана II головним військовиком з 389 був франк Арбоґаст. Останній у 392 здійснив успішний похід проти франків за Рейном, спустошивши їх землі. Згодом Арбоґаст повалив імператора, поставивши узурпатора Євгенія. Після цього було укладено союз з франками, які повинні були захищати кордони імперії на Рейні.
У 406 франки на чолі із Гоаром завдали поразки аланам та вандалам, які намагалися перетнути Рейн. Проте прагнення інших франків розширити землі на римській частині прирейнської області призвело до війни зі Стиліхоном, який у 408 завдав останнім тяжкої поразки. Але вже у 410–411, скориставшись міжусобицями в Галлії, франки вдерлися до імперії.
В цей час все більшу вагу набирають салічні франки. Цим вони завдячують діяльності своїх королів — Фарамонда (сина короля Маркомира (VI) та Хлодіона (VIII). Проте останнього розбив Флавій Аецій у 428. Наступний король, Меровей (II), від якого пішла назва династії, брав участь у битві на Каталаунських полях на боці римлян проти гуннів Аттіли.
З кінцем 4-го і початком 5 століття велика частина франків прибула на лівий берег нижнього Рейну: заселила територію на південь від Ла-Маншу до річки Сомми; наприкінці 5 століття вони на чолі із вождем Хлодвіґом (сином Хільдеріка I) вдерлися на територію Галлії та, розбивши римського намісника (фактично незалежного володаря) Сіагрія під Суассоном у 486, підкорили місцевих романізованих галлів, а пізніше розбили війська алеманів неподалік від Кельна.
Засноване Хлодвіґом королівство стало ядром майбутньої Франції, а самі франки, асимілювавшись в Північній Галії з романізованими галлами, започаткували французьку націю.
У 475 ріпуарські франки захопили місто Августу Треверів (сучасний Трір), утворивши королівство між гирлом Рейну та Тревером. У 478 захопили частину Баварії.
Безпосередні нащадки франків мешкають в наш час в Німеччині — в північній Баварії й частинах Баден-Вюртембергу та Тюрингії; німецькі області Верхня Франконія (Oberfranken), Нижня Франконія (Unterfranken) та Середня Франконія (Mittelfranken); в Північно-Західній Бельгії — фламандці, в Нідерландах — нідерландці, в Люксембурзі.

## Галерея

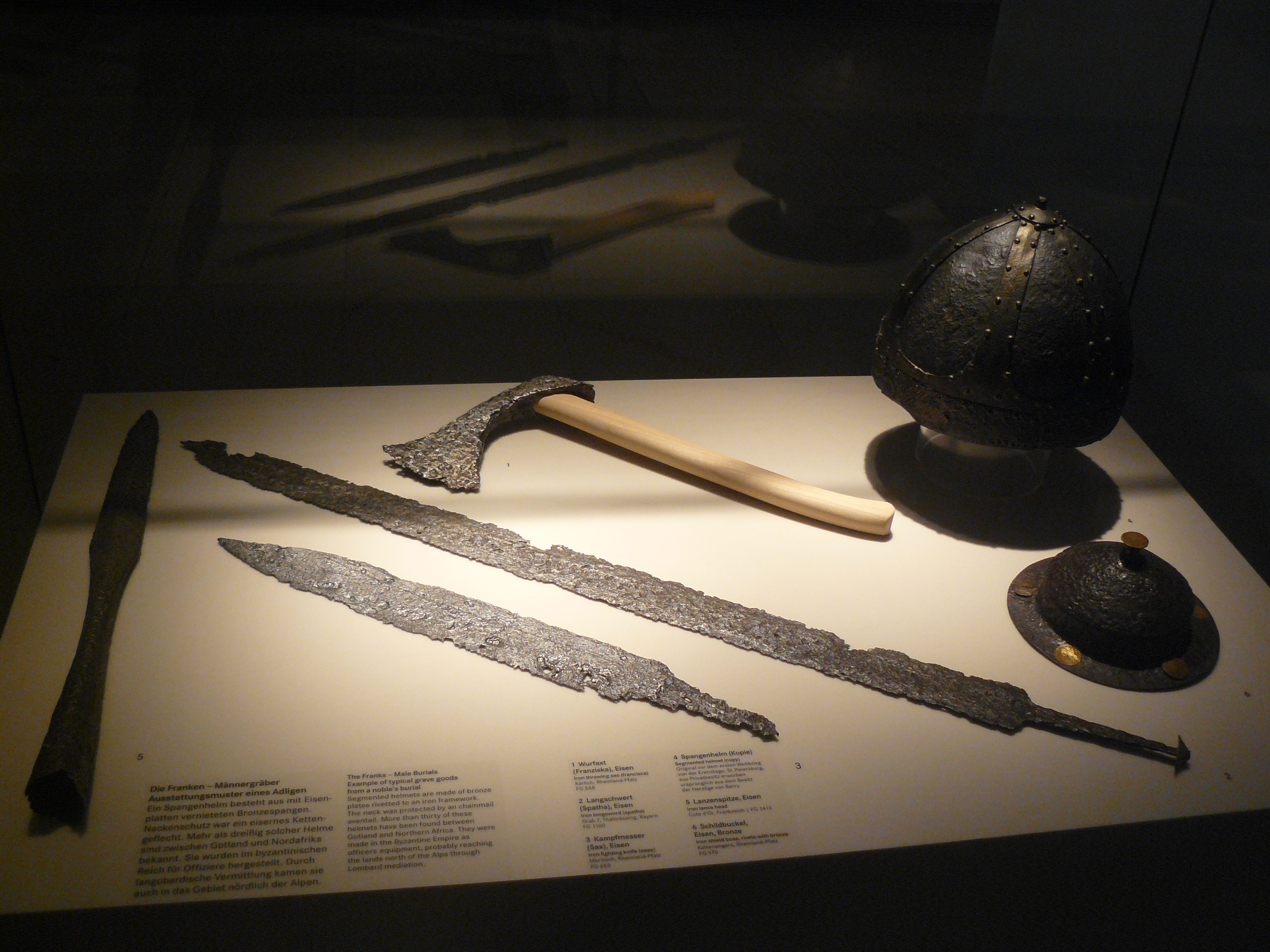
Зброя франків
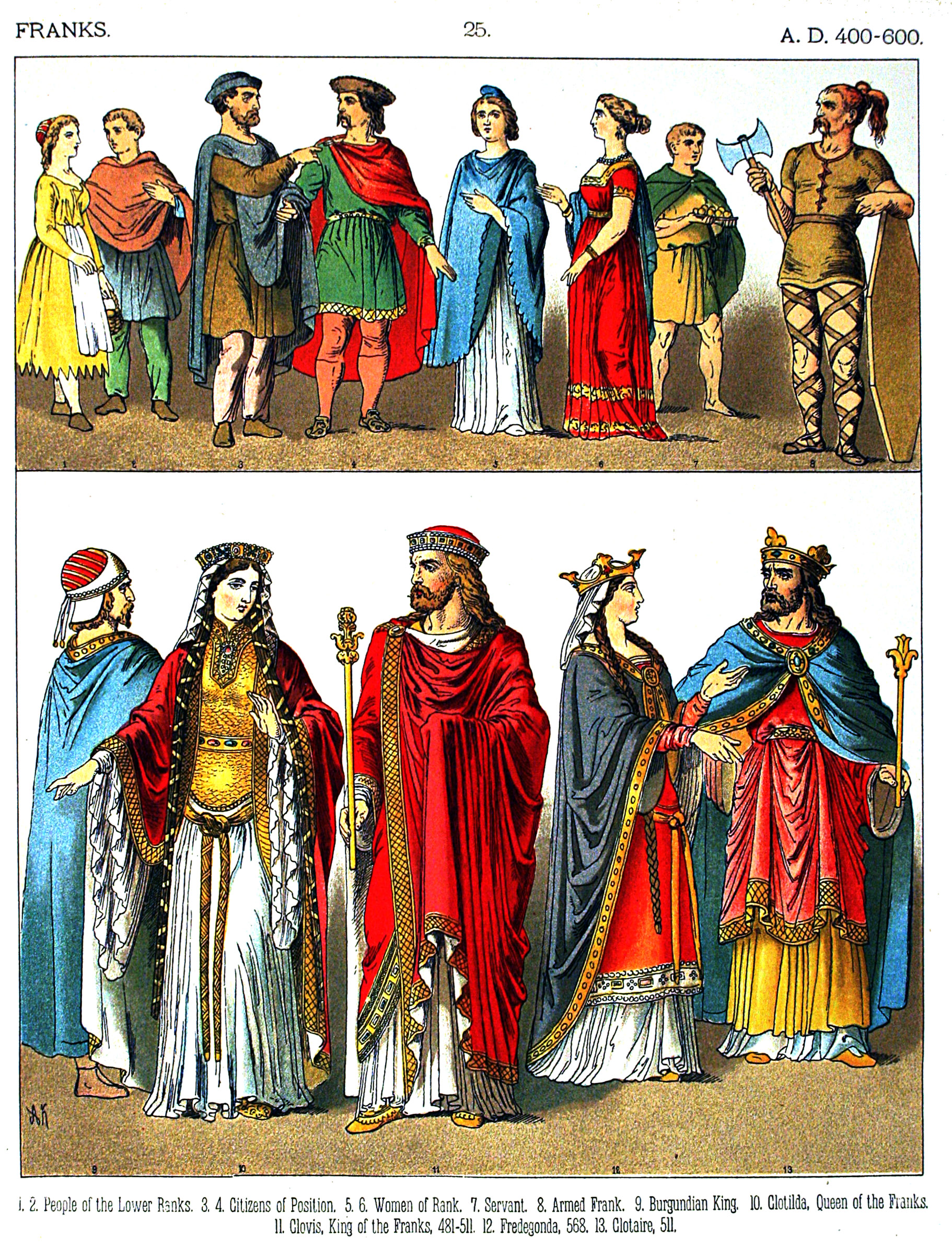
Франки (400-600рр)
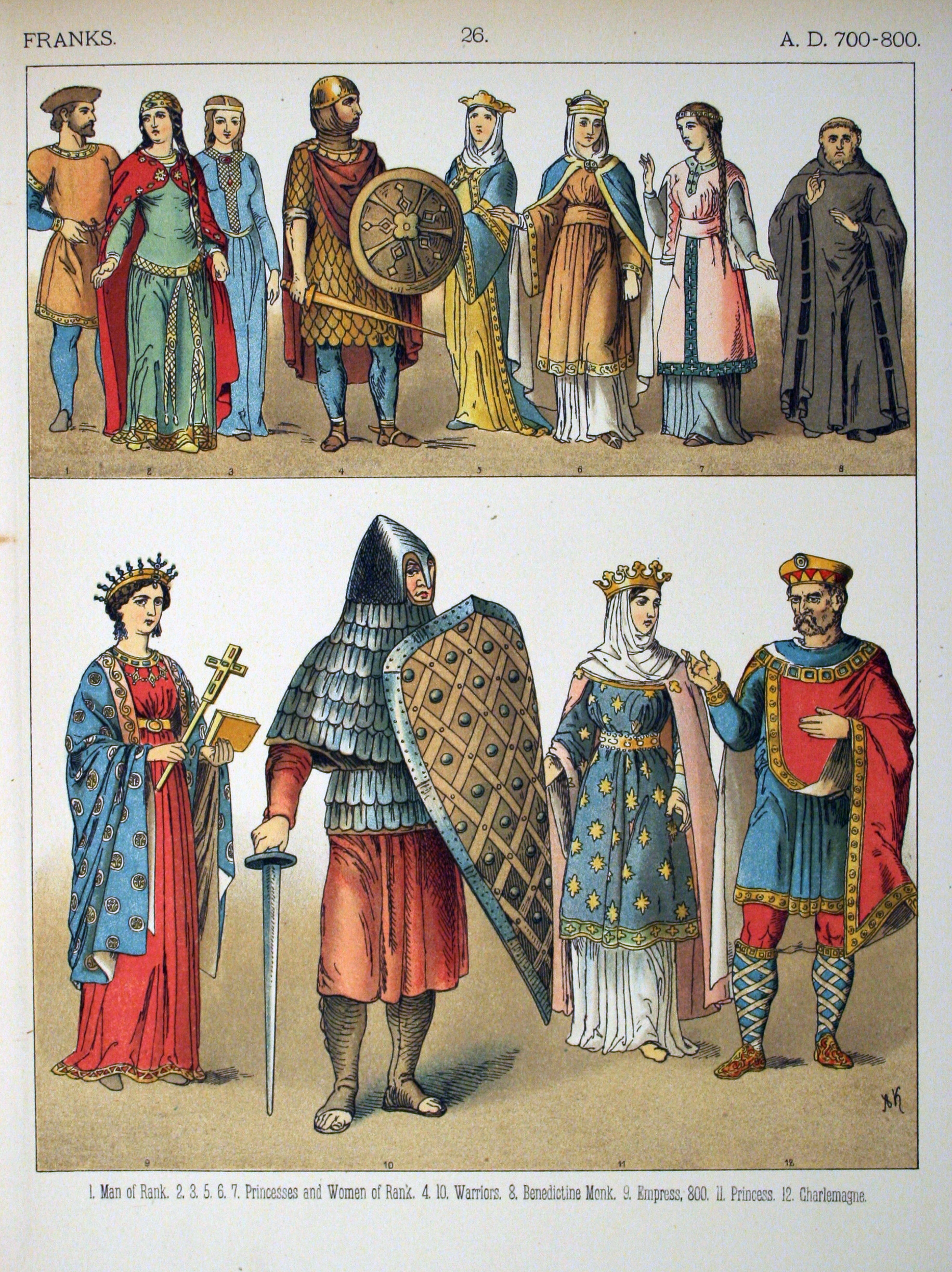
Франки (700-800рр)
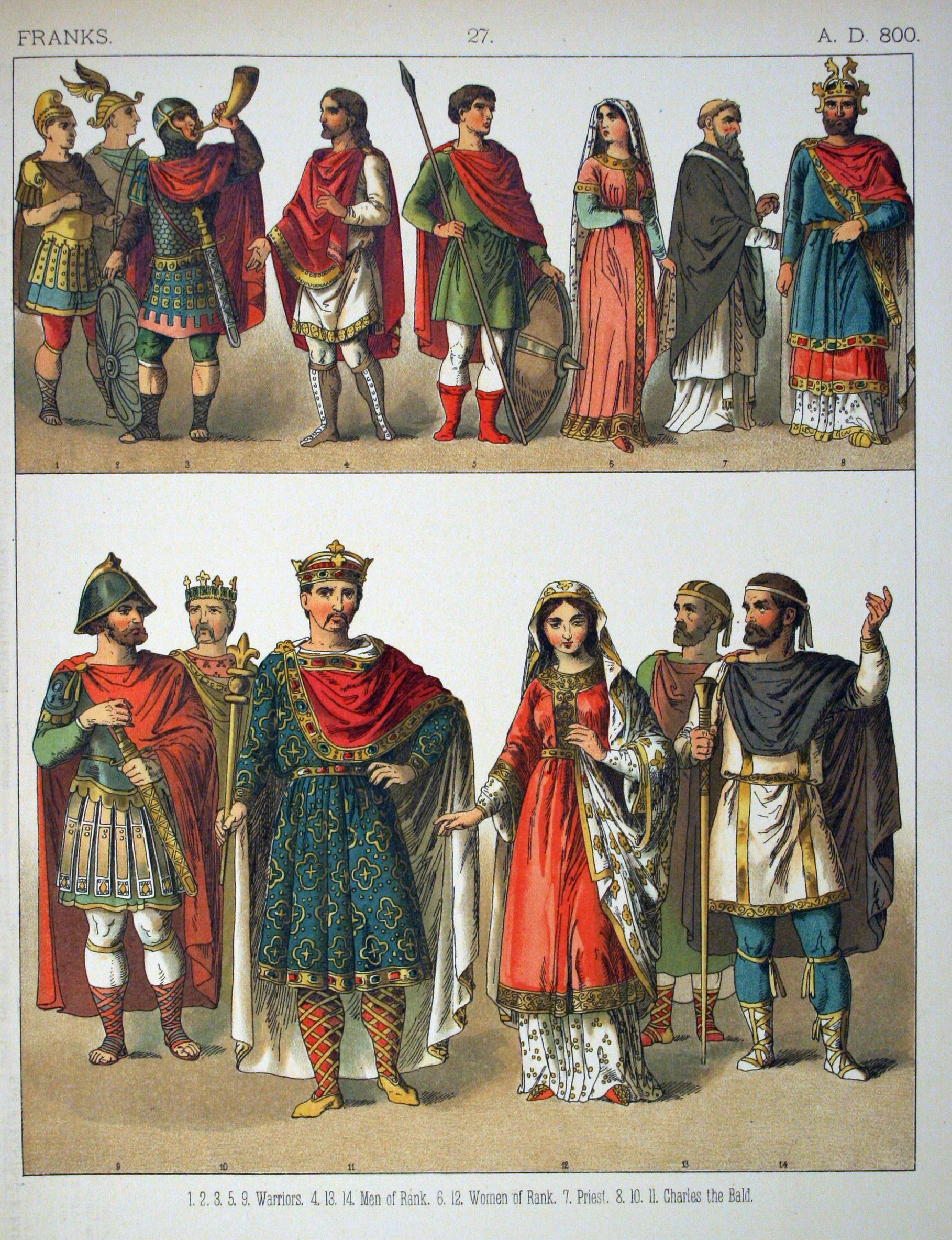
Франки (800р)